# Sant Martí de Mont-lleví
Sant Martí de Mont-lleví és una església romànica de Peramola (Alt Urgell) inclosa a l'Inventari del Patrimoni Arquitectònic de Catalunya.

## Descripció
Capella que es troba als afores de la vila. És una petita construcció que consta d'una ample entrada porticada i el cos cúbic de la capella amb porta adovellada flanquejada per dues finestres. El cos de l'entrada és arrebossat i cobert a dues aigües, mentre que el de la capella és fet amb carreuons i cobert amb un cos piramidal. Amb dues cobertes exteriors són de teules. Antiga capella d'època romànica, d'una nau coberta possiblement amb volta de canó. Actualment convertida en casa, ampliada pels costats sud oest, amb teulada a dues vessants. De la primitiva construcció resten l'absis semicircular amb una finestres i part de la paret nord.